# Andreas Schulz (canottiere)
Andreas Schulz (Freital, 5 ottobre 1951) è un ex canottiere tedesco, vincitore della medaglia d'argento nel quattro con a Montréal 1976 insieme a Rüdiger Kunze, Walter Dießner, Ullrich Dießner e Johannes Thomas.

## Palmarès
- Giochi olimpici

Montréal 1976: bronzo nel quattro con.
- Campionati mondiali di canottaggio

Lucerna 1974: oro nel quattro con.
Nottingham 1975: argento nel quattro con.